# Diplurodes semiparata
Diplurodes semiparata là một loài bướm đêm trong họ Geometridae.